# Башенный фрегат
Башенный фрегат — крупный броненосный корабль с башенной артиллерией для ведения боевых действий в прибрежной зоне. В середине XIX века являлся промежуточным типом при переходе к паровым военным флотам от парусных и к нарезной артиллерии от гладкоствольной.
По своим конструктивным особенностям башенные фрегаты были близки к мониторам, однако их отличал от последних высокий надводный борт (до полутора метров) и наличие парусного вооружения. Как правило, артиллерия башенных фрегатов размещалась вдоль диаметральной плоскости корпуса во вращающихся башенных установках. Пояс бронирования был сплошным вдоль всей ватерлинии. Водоизмещение от 3500 до 3800 тонн, скорость около 11 узлов, калибр орудий до 280 мм, бронирование 102—178 мм, бронирование башен до 152 мм.
В русском флоте башенные фрегаты состояли на вооружении до второй половины XIX века: 3-х башенный «Адмирал Лазарев» или 2-х башенный типа «Адмирал Спиридов»; в 1892 году их переклассифицировали в броненосцы береговой обороны.